# Mycielin (gemeente)
De gemeente Mycielin is een landgemeente in het Poolse woiwodschap Groot-Polen, in powiat Kaliski.
De zetel van de gemeente is in Korzeniew.
Op 30 juni 2004 telde de gemeente 4974 inwoners.

## Oppervlakte gegevens
In 2002 bedroeg de totale oppervlakte van gemeente Mycielin 110,81 km², waarvan:
- agrarisch gebied: 58%
- bossen: 37%

De gemeente beslaat 9,55% van de totale oppervlakte van de powiat.

## Demografie
Stand op 30 juni 2004:
| Omschrijving                   | Totaal | Totaal | Vrouwen | Vrouwen | Mannen | Mannen |
| ------------------------------ | ------ | ------ | ------- | ------- | ------ | ------ |
| eenheid                        | aantal | %      | aantal  | %       | aantal | %      |
| inwoners                       | 4974   | 100    | 2507    | 50,4    | 2467   | 49,6   |
| bevolkingsdichtheid (inw./km²) | 44,9   | 44,9   | 22,6    | 22,6    | 22,3   | 22,3   |

In 2002 bedroeg het gemiddelde inkomen per inwoner 1356,35 zł.

## Plaatsen
Aleksandrów, Bogusławice, Danowiec, Dzierzbin, Gadów, Grabek, Kazala Stara, Kazala Nowa, Korzeniew, Kościelec, Kukułka, Kuszyn, Mycielin, Przyranie, Słuszków, Stropieszyn, Teodorów, Zamęty.

## Aangrenzende gemeenten
Ceków-Kolonia, Malanów, Rychwał, Stawiszyn, Tuliszków, Żelazków